# Le Dourn
Le Dourn är en kommun i departementet Tarn i regionen Occitanien i södra Frankrike. Kommunen ligger i kantonen Valence-d'Albigeois som tillhör arrondissementet Albi. År 2022 hade Le Dourn 116 invånare.

## Befolkningsutveckling
Antalet invånare i kommunen Le Dourn
| Referens: INSEE |